# LF Arena
LF Arena er et fodboldstadion i Piteå, Sverige og er hjemmebane for Piteå IF. Der er plads til i alt 6.000 på stadionet.

## References
1. ↑  "LF Arena". Soccerway. Hentet 28. september 2019.

60°20′48″N 17°30′15″Ø / 60.34666505°N 17.50425267°Ø